# ناصر واعظ طبسی
ناصر واعظ طبسی فرزند متولی سابق آستان قدس رضوی، عباس واعظ طبسی است. او و پدرش از جمله افرادی بودند که عباس پالیزدار اتهام‌های سنگینی را پیرامون دست داشتن در فساد اقتصادی در ایران به آن‌ها وارد کرد. در سال ۱۳۷۹ شرکت او را به۱۰۰ میلیارد تومان اختلاس متهم کردند. در تیر ۱۳۸۰ ناصر مدتی به زندان رفت ولی با ضمانت پدرش بیرون آمد. بعد هم دادگاه با این توضیح که او نمی‌دانسته فعالیت‌هایش خلاف قانون است،ناصر را تبرئه کرد.

## پرونده فساد مالی
ناصر واعظ طبسی مدیریت شرکت المکاسب را که پروندهٔ فساد اقتصادی المکاسب در مورد آن در جریان بود بر عهده داشت. وی در این این‌باره گفته بود:
«بعضی‌ها قصد دارند با تلاش در جهت محکوم کردن من، آیت‌الله طبسی را بدنام کنند و بعد بگویند جناحی که وابسته به مقام رهبری هستند، خودشان مشکل دارند.»
او در جریان پرونده علت ایجاد دفتر این شرکت در دبی را «توصیه وزیر اطلاعات و برخی مقام‌های اطلاعات سپاه» عنوان کرد.
دادگاه دوسال از ۱۳۷۹ تا اسفند ۱۳۸۱ طول کشید ...اتهام متهمان رديف اول و دوم اين پرونده، تباني در معاملات دولتي و اتهام ناصر واعظ طبسي، متهم رديف سوم، تحصيل مال از طريق نامشروع عنوان شده بود. به گفته وکيل ناصر واعظ طبسي، وي چکي سفيد امضا به بانک ملي داده بود که بانک در آن مبلغ 14 ميليارد و 400 ميليون تومان را نوشت، در حالي که موکل وي اين چنين مبلغي به بانک بدهي نداشت و بانک ملي نيز رضايت داد. راي به برائت متهمان پرونده المکاسب در حالي صادر مي‌شود که در ابتداي طرح پرونده و پس از بازداشت متهمين، يکي از بازداشت شدگان با پرداخت وثيقه اي پنج ميليارد توماني آزاد شده بود. حدس زده مي‌شود تنها کسي که قادر به پرداخت چنين وثيقه سنگيني مي‌توانست باشد، ناصر واعظ طبسي بوده است . به همين دليل به درستي اکنون اين پرسش مطرح ميشود که چرا متهمي با چنين قرار وثيقه اي تبرئه مي‌شود. عباس سليمي نمين، مدير مسئول پيشين «تهران‌تايمز» که خود يکي از مدافعين سرسخت محافظه‌کاران بنيادگراست، با اشاره به دليل تبرئه متهمان به علت جهل به قانون،در اسفند ۱۳۸۱ گفته بود که اين علت مي‌تواند در مورد بسياري از متهمان صادق باشد. به گفته وي، قوه قضائيه تحت تاثير عناصر با نفوذ قرار گرفته است.